# Gaio Elio Peto
Gaio Elio Peto  (latino: Gaius Aelius Paetus) (fl. III secolo a.C.) è stato un politico romano.

## Biografia
Dai fasti consulares risulta  console nel 286 a.C. con Marco Valerio Massimo Potito.